# Михаило Јосифовић
Михаило Јосифовић, познат и као војвода Микајле, је био српски четнички војвода током Борбе за Македонију почетком 20. века.

## Биографија
Рођен је у селу Брод у Поречу. У четничку акцију се укључио још 1905. г. као четник Радета Радивојевића Душана. После Душанове погибије 1907. године делује као војвода до хуријета 1908. године. Од 1911. године делује као српски војвода у Поречу са платом од три турске лире месечно. Током Првог Балканског рата је у Кичеву на пијаци одсекао главу сабљом једном виђенијем албанском аги.
Када је избио Охридско-дебарски устанак против нове српске управе над Македонијом који је водио бугарашки војвода Петар Чаулев, Михаило Јосифовић је бранио Кичево заједно са Василијем Трбићем, Бошком Митровићем, Јованом Цветковићем и Данетом Стојановићем.
Михаило Јосифовић је погинуо почетком Априлског рата у Броду.